# La Mouette (film, 1968)
Pour les articles homonymes, voir La Mouette.
Pour plus de détails, voir Fiche technique et Distribution.
La Mouette (The Sea Gull) est un film américano-britannique réalisé par Sidney Lumet et sorti en 1968. Écrit par Moura Budberg, le scénario est adapté de la pièce de théâtre du même nom de l’écrivain russe Anton Tchekhov.

## Synopsis
En Russie, a la fin du XIXe siècle, le jeune écrivain Constantin Treplev est amoureux d'une aspirante actrice nommée Nina. Alors que cet amour n'est pas réciproque, Constantin tue une mouette et la dépose aux pieds de la jeune femme.

## Fiche technique
Sauf indication contraire, les informations mentionnées dans cette section peuvent être confirmées par la base de données cinématographiques IMDb,  présente dans la section « Liens externes ».
- Titre français : La Mouette
- Titre original : The Sea Gull
- Réalisation : Sidney Lumet
- Scénario : Moura Budberg, d'après la pièce de théâtre La Mouette d'Anton Tchekhov
- Musique : Míkis Theodorákis
- Décors et costumes : Tony Walton
- Photographie : Gerry Fisher
- Montage : Alan Heim
- Production : Sidney Lumet

Producteur associé : F. Sherwin Green
- Sociétés de production : Sidney Lumet Productions et Warner Bros.-Seven Arts
- Sociétés de distribution : Warner Bros.-Seven Arts (États-Unis), Warner Bros./Pathé (Royaume-Uni)
- Budget : n/a
- Pays de production :  Royaume-Uni,  États-Unis
- Langue originale : anglais
- Format : Couleurs - son mono - 35 mm
- Genre : drame
- Durée : 141 minutes
- Dates de sortie[1] :
  - États-Unis : 23 décembre 1968 (New York)
  - France : 22 octobre 1969
- Classification[2] :
  - États-Unis : G

## Distribution
- James Mason : Boris Alexeïevich Trigorine, écrivain à succès
- Vanessa Redgrave : Nina, fille d'un riche propriétaire
- Simone Signoret : Irina Arkadina, actrice fameuse
- David Warner : Constantin Treplev, le fils de l'actrice
- Harry Andrews : Sorine, son frère
- Denholm Elliott : Dr Evgueny Dorn, médecin
- Eileen Herlie : Polina
- Alfred Lynch : Semion Medvedenko, maître d'école
- Ronald Radd : Chamraïev, intendant de la propriété
- Kathleen Widdoes : Macha, sa fille

## Production
Le tournage a lieu en Suède, notamment dans les Europa Studios de Sundbyberg.